# Farida Kuchi
Farida Kuchi (en pastún: فریده کوچي‎) (1964) es una política de la tribu nómada Kuchi de Afganistán.

## Biografía
Kuchi ha descrito que se casó a los 7 años de edad y a los 12 dio a luz a su primer hijo aunque siendo analfabeta no sabe su edad exacta.
En agosto de 2005 en una entrevista con Carlotta Gall, del New York Times, describía a Kuchi como una mujer de solo cuatro pies y seis pulgadas de alta, y con rastro y manos cubiertos de tatuajes tradicionales. En esa entrevista Gall desveló como Farida describió la pérdida de su esposo y algunos de sus hijos, y todo el ganado de su familia, y terminó en un campamento de refugiados improvisado en las afueras de Mazari Sharif. Kuchi luchó para llevar una petición al entonces gobernador de la provincia de Balkh, Noorullah Noori, solicitando ayuda para ella y otros 1000 nómadas varados en un refugio improvisado, este fue su primer acto político.
En 2005 y en 2010 fue candidata a la Cámara del Pueblo,la Wolesi Jirga de Afganistán, la cámara baja de legislatura nacional. Diez asientos de la cámara estaban reservados para los nómadas Kuchis. Tres de esos asientos fueron reservados para mujeres y  Farida Kuchi compitió con otras seis mujeres también Kuchis por esos asientos.
En septiembre de 2005, The Telegraph describió cómo Parween Durani, otro candidato, se quejaba a los votantes de que Farida tenía un olor corporal ofensivo. The Telegraph convirtió este insulto en una ventaja, recordando que, como todos los Kuchis tradicionales, el único combustible para cocinar y calentar a su familia era el estiércol animal.
En 2010 ocupó el sexto lugar entre las candidatas femeninas, obteniendo 147 votos. Hamida Ahmadzai obtuvo 4078 votos, Helay Irshad obtuvo 1774 votos, Parween Duran obtuvo 1201 votos.
Kuchi fue seleccionada para servir en la Cámara de los ancianos, Meshrano Jirga, la cámara alta de la legislatura nacional de Afganistán en 2010.